# Achrysocharoides yoshimotoi
Achrysocharoides yoshimotoi är en stekelart som beskrevs av Kamijo 1991. Achrysocharoides yoshimotoi ingår i släktet Achrysocharoides och familjen finglanssteklar. Inga underarter finns listade i Catalogue of Life.